# Владимир Гизл фон Гизлинген
Владимир Рудолф Карл Фрајхер Гизл фон Гизлинген (Финфкирхен, 18. фебруар 1860 — Салцбург, 20. април 1936) био је аустријски генерал и дипломата, амбасадор Аустроугарске у Црној Гори од 1909. до 1913, и у Србији од 1913. до 1914. Уручио је Јулски ултиматум Србији 23. јула 1914. године.

## Биографија
Рођен је 18. фебруара 1860. године у Финфкирхену (данашњи Печуј) као најмлађи син генерала артиљерије Хајнриха Карла фон Гизлингена. Његов старији брат је био генерал Артур Гизл фон Гизлинген. По завршеној обуци на Терезијској војној академији у Винер Нојштату 1879, придужен је Уланском пуку. Члан генералштаба је постао 1884. До 1893. године је служио у разним војним јединицама у Тарнову, Брну, Сарајеву и Терезину.
Након атентата на Франца Фердинанда 28. јуна 1914, Аустроугарска је 23. јула 1914. Србији упутила оштри Јулски ултиматум, на који се у наредних 48 сати очекивао одговор. Као амбасадор у Београду је он био задужен за његово уручивање Влади Србије, на чијем челу је био Никола Пашић. По наређењима министра спољних послова Аустрије, грофа Леополда фон Берхтолда, Гизл је напустио Србију 48 сати пошто ултиматум није безусловно прихваћен. Ови догађаји, касније названи Јулска криза, су директно довели до почетка Првог светског рата. Аустроугарска је 28. јула 1914. прогласила рат Србији. Сам Гизл није припадао тзв ратној струји у Бечу, али су савременици навели да је његово испуњење Берхтолдових наређења био битан корак ка рату. Уочи напуштања Србије, преко свог чиновника је 25.(12) јула упутио Министарству спољашњих послова Србије следећу поруку коју је пренела и Политика:
| „ | Београд, 25/12. јула 1914, 7 часова увече Господине председниче савета Како је протекао рок утврђен у ноти коју сам предао по наредби моје Владе, Њ. Е. Г. Пачу-у прекјуче, у четвртак у шест часова по подне, а задовољавајући одговор није ми дошао, част ми је известити Вашу Екселенцију да напуштам Београд вечерас са особљем Царског и Краљевског Посланства. Заштита Царског и Краљевског Посланства са његовим принадлежностима, додатцима и архивама, као и чување поданика и интереса аустриских и угарских, поверени су Царском Немачком Посланству. Најпре констатујем да ће, од пријема овога писма од стране Ваше Екселенције, прекид дипломатских односа између Краљевине Србије и Аустро-Угарске, узети карактер свршенога чина. Изволите примити, Господине Министре, уверење о мојем највишем уважењу. Giesl | ” |

По окончању рата је живео у Бад Радкерсбургу у Штајерској. Фебруара 1931. је приступио аустријском огранку Нацистичке партије у Салцбургу, и неколико пута је одржао говоре на изборним митинзима.
Преминуо је 20. априла 1936. у Салцбургу.
Између осталих одликовања, 1887. године је одликован орденом Белог орла.